# Irizar ie bus
De Irizar ie bus is een low floor-autobus, geproduceerd vanaf 2014 door de Spaanse busfabrikant Irizar Group. In 2019 werd de tweede generatie ie bus geïntroduceerd, die vanaf 2020 in productie zou gaan.

## Versies
Er zijn drie versies van de ie bus. Deze versies verschillen allen qua lengte.
- ie bus 10; 10 meter versie
- ie bus 12; 12 meter versie
- ie bus 18; 18 meter versie

## Technische specificaties
|                | ie bus 10 | ie bus 12 | ie bus 18           | ie bus 18           |
| -------------- | --------- | --------- | ------------------- | ------------------- |
| Lengte         | 10 620 mm | 12 160 mm | 18 100 mm           | 18 730 mm           |
| Breedte        | 2 550 mm  | 2 550 mm  | 2 550 mm            | 2 550 mm            |
| Hoogte         | 3 300 mm  | 3 400 mm  | 3 400 mm            | 3 400 mm            |
| Wielbasis      | 4 415 mm  | 5 955 mm  | 5 980 mm / 5 914 mm | 5 980 mm / 6 540 mm |
| Vooroverbouw   | 2 805 mm  | 2 805 mm  | 2 805 mm            | 2 805 mm            |
| Achteroverbouw | 3 400 mm  | 3 400 mm  | 3 400 mm            | 3 400 mm            |
| Instaphoogte   | 320 mm    | 320 mm    | 320 mm              | 320 mm              |

## Inzet
In Nederland komt deze bus niet voor, maar de bus komt wel voor in onder andere Luxemburg, Zwitserland, Spanje en Frankrijk. Sinds maart 2019 zet Voyages Emilie Weber verschillende ie bus types in het Luxemburgse  kanton Remich. In februari 2025 plaatste Voyages Emile Weber een nieuwe order voor 11 nieuwe bussen. 9 worden van het type ie bus 12 en 2 van het type ie bus 18. Levering hiervan volgt eind 2025. Op 2 oktober 2020 werd bekend dat CTS 49 bussen van het type ie bus 12 aanschafte voor de stadsdienst van Straatsburg 
| Bedrijf              | Type      | Serie       | Aantal    | Inzet       | Opmerking                  |
| Frankrijk            | Frankrijk | Frankrijk   | Frankrijk | Frankrijk   | Frankrijk                  |
| -------------------- | --------- | ----------- | --------- | ----------- | -------------------------- |
| CTS                  | ie bus 12 | 441 - 496   | 56        | Straatsburg |                            |
| RATP                 | ie bus 12 | 3886 - 3997 | 112       | Parijs      |                            |
| Luxemburg            |           |             |           |             |                            |
| Voyages Emilie Weber | ie bus 12 | ??          | 16        | Remich      |                            |
| Voyages Emilie Weber | ie bus 18 | ??          | 16        | Remich      |                            |
| Spanje               |           |             |           |             |                            |
| EMT                  | ie bus 12 | 137 - 190   | 54        | Madrid      |                            |
| TMB                  | ie bus 12 | 4801 - 4814 | 14        | Barcelona   |                            |
| Zwitserland          |           |             |           |             |                            |
| Bernmobil            | ie bus 18 | 241 - 258   | 18        | Bern        |                            |
| Odier Excursions     | ie bus 10 | 2112 - 2117 | 6         | Genève      | Rijden in opdracht van TPG |

## Verwante bustypen
- Irizar ie tram